# Иден, Уильям
Уильям Иден 1-й барон Окленд (1745—1814) — британский дипломат и государственный деятель. Главный почтмейстер Великобритании (1797—1801).

## Биография

### Первая половина жизни
Получил образование в Итонской школе и Оксфордском университете. В 1769 году выступил на юридическом поприще в качестве адвоката лондонского Миддл-Тэмпла, в 1771—1773 годах был помощником государственного секретаря Северного департамента, в 1774—1793 годах — представителем Вудстока в парламенте, в 1778 году участвовал в комиссии, посланной в Америку для переговоров с восставшими колониями. В 1780 году назначен первым статс-секретарем при новом вице-короле Ирландии, Карлайле. Этот пост он занимал до падения министерства лорда Норта (1782), когда Карлайл был отозван из Ирландии.
В 1785 году в качестве английского посланника при Версальском дворе вел переговоры о выгодном для Англии торговом трактате с Францией, заключенном в следующем году, а также о конвенции для устранения враждебных столкновений между французскими и английскими подданными в Ост-Индии. В 1788 году был послан в Испанию, в 1789 году — в Голландию, где ему удалось заключить конвенцию (10 декабря 1790 года) между императором Леопольдом II, Англией, Пруссией и Голландией. В 1793 году участвовал в Антверпенском конгрессе, летом того же года оставил свой пост и вернулся в Англию.

### На посту генерал-почтмейстера
С 1797 по 1801 год занимал должность одного из генерал-почтмейстеров Великобритании в правительстве Уильяма Питта (этот пост в то время был совместным). В 1801 году Иден серьезно критиковал отставку Питта, от которой пытался отговорить его. Уильям Иден сохранил свою должность и при следующем премьер-министре, Генри Аддингтоне. Это вызвало охлаждение дружественных отношений с Питтом, который исключил его из своей администрации, когда возглавил правительство повторно в 1804 году. Тем не менее Питт увеличил Идену пенсию.
Позднее Иден служил также в правительстве лорда Уильяма Гренвиля — в качестве председателя Коллегии торговли в «Правительстве всех талантов» в 1806—1807 годах.

## Титул
Ещё в 1789 году Иден получил титул ирландского барона, в 1793 году он с тем же титулом вступил в английскую пэрию. Его сын, Джордж Иден, 2-й барон Окленд, получил графский титул.

## Труды
Из многочисленных сочинений Идена, касающихся, главным образом, политических вопросов его времени, особенно замечательны:
- «Principles of Penal Law» (Лондон, 1711).
- «On the Population of England» (Лондон, 1786).